# Luciano Re Cecconi
Luciano Re Cecconi (Nerviano, 1º dicembre 1948 – Roma, 18 gennaio 1977) è stato un calciatore italiano, di ruolo centrocampista.

## Biografia
Figlio di un muratore, cresciuto nell'hinterland milanese, Luciano Re Cecconi deve il suo cognome a un particolare episodio capitato ai suoi avi, come ebbe a ricordare in un'intervista a Franco Melli: 
  Ancora adolescente, iniziò a lavorare come carrozziere nell'officina del cugino, allenandosi nel tempo libero che gli rimaneva fino a quando lo stipendio da calciatore non gli permise di lasciare la sua occupazione per dedicarsi a tempo pieno allo sport.

## Carriera

### Club
Muove i primi passi sul campo polveroso dell'oratorio di Sant'Ilario Milanese (Nerviano). Da agonista comincia a giocare a calcio nell'U.S.D. Aurora Cantalupo, passando poi alle giovanili della Pro Patria, con cui il 14 aprile 1968, esordisce in Serie C (Pro Patria-Messina 1-1). I capelli biondi gli valsero anche il soprannome di Cecconetzer, un gioco di parole sul nome del calciatore tedesco Günter Netzer, con cui c'era una spiccata somiglianza fisica.
L'anno dopo l'allenatore Carlo Regalia lo inserisce nella rosa dei titolari e coi lombardi disputa una stagione da leader, guidando il centrocampo e collezionando 33 presenze.
L'allenatore del Foggia Tommaso Maestrelli chiede e ottiene il giovane centrocampista, facendolo esordire all'11ª giornata del Campionato di Serie B 1969-70 contro il Perugia (gara vinta dai pugliesi per 2-0). La stagione è brillante e Re Cecconi colleziona 14 presenze e 1 goal, ma soprattutto il Foggia conquista la promozione in Serie A. La stagione 1970-71 non è però delle migliori e il Foggia torna subito in Serie B.
Per il campionato cadetto 1971-72 giunge sulla panchina foggiana Ettore Puricelli, che assegna a Re Cecconi il ruolo di regista di centrocampo. Gioca un campionato al termine del quale Maestrelli, divenuto allenatore della Lazio, lo porta a Roma. Con 29 presenze e 1 goal, Re Cecconi si proietta tra i protagonisti del campionato 1972-73 che vede la Lazio giungere terza, ad appena 2 punti dalla Juventus campione d'Italia.
L'anno seguente il team di Maestrelli conquista il primo scudetto della sua storia. Re Cecconi, rimasto assente per 7 giornate verso metà campionato a causa di un infortunio, si erge comunque a protagonista, collezionando 2 goal in 23 presenze.

Re Cecconi in azione con la maglia della Lazio scudettata

Nella stagione 1974-75 la Lazio non può prendere parte alla Coppa dei Campioni: a causa di una rissa scoppiata negli spogliatoi dell'Olimpico, dopo il ritorno dei sedicesimi di finale della Coppa UEFA dell'anno precedente contro l'Ipswich Town, il club biancoceleste subisce dall'UEFA la squalifica per 3 anni (poi ridotti a 1) dalle competizioni europee. Il campionato non è inoltre all'altezza delle aspettative e la Lazio non riesce a difendere il tricolore.
Il campionato 1975-76 è più difficile e la Lazio, anche a causa dell'addio forzato di mister Maestrelli e alle cessioni di molti dei pezzi pregiati (primo fra tutti Giorgio Chinaglia), rischia addirittura la retrocessione, ma grazie al miracoloso ritorno, seppur temporaneo, di Tommaso Maestrelli (morirà il 2 dicembre 1976 per un tumore al fegato), si salva per un soffio a fine stagione grazie a una partita maestosa di Re Cecconi e a una differenza reti migliore rispetto all'Ascoli. Re Cecconi gioca 25 partite, segnando 1 goal, e la Lazio si affida a lui e a Bruno Giordano in vista della stagione successiva.
Per il campionato 1976-77 giunge sulla panchina laziale Luís Vinício. La Lazio debutta contro la Juventus (finita 2-3 per i bianconeri) all'Olimpico e Re Cecconi delizia i tifosi biancocelesti con un goal capolavoro, che sarà anche l'ultimo della sua carriera. Alla terza di campionato contro il Bologna, Re Cecconi subisce al 19' un grave infortunio al ginocchio sinistro dopo un intervento del bolognese Tazio Roversi, che lo costringe a uno stop di parecchi mesi: sarà la sua ultima partita.

### Nazionale
Il responsabile della nazionale Under-23, Enzo Bearzot, convoca Re Cecconi per la prima volta in maglia azzurra, con cui esordisce il 14 gennaio 1973 ad Ankara (Turchia-Italia 1-3). Nello stesso anno è convocato in nazionale A, rimanendo tra le riserve, per le amichevoli contro il Brasile a Roma e contro l'Inghilterra a Londra.

Re Cecconi in nazionale

Viene convocato da Ferruccio Valcareggi per l'avventura italiana al campionato del mondo 1974 in Germania Ovest. L'esperienza è amara, dato che la nazionale non supera il primo turno; in tale contesto il giovane Re Cecconi, pur se relegato in panchina nelle tre partite giocate dagli azzurri, riesce comunque a farsi apprezzare da tutto il gruppo non solo per le doti calcistiche, ma anche per le sue qualità umane e caratteriali.
Le presenze in nazionale maggiore giungeranno comunque nello stesso anno: il nuovo commissario unico Fulvio Bernardini lo convoca per l'amichevole contro la Jugoslavia il 28 settembre a Zagabria (persa dagli azzurri per 1-0), dove Re Cecconi gioca tutta la partita, e successivamente per la gara in programma il 29 dicembre a Genova contro la Bulgaria (finita 0-0), nella quale entra nel secondo tempo al posto di Causio.

## Morte
La sera del 18 gennaio 1977 Re Cecconi si trovava con due amici, il compagno di squadra Pietro Ghedin e il profumiere romano Giorgio Fraticcioli, accompagnando quest'ultimo nella gioielleria di Bruno Tabocchini, situata in via Francesco Saverio Nitti 68, nella tranquilla e decentrata zona della Collina Fleming, per consegnare alcuni campioni di profumo. Tabocchini, poi interrogato dai magistrati, negò di conoscere Re Cecconi.
Dal momento in cui i tre entrarono nel negozio, la dinamica degli eventi non è chiara. Secondo la versione ufficiale dell'accaduto, Re Cecconi avrebbe simulato per scherzo un tentativo di rapina e il gioielliere avrebbe reagito estraendo una pistola Walther calibro 7,65 e sparandogli un singolo proiettile in pieno petto. Il calciatore morì in ospedale alle 20:04. Tabocchini fu arrestato e accusato di "eccesso colposo di legittima difesa"; processato appena 18 giorni dopo, venne assolto per "aver sparato per legittima difesa putativa". Nonostante il parere contrario del pubblico ministero Franco Marrone, la Procura di Roma non presentò ricorso in appello.
Successive ricostruzioni della vicenda affermano, invece, che il presunto scherzo non sia mai avvenuto o che, in caso contrario, sia comunque improbabile che Re Cecconi e Ghedin siano stati creduti dei rapinatori. In base a questa tesi alternativa, la morte del calciatore sarebbe stata un tragico incidente, frutto di un colpo partito involontariamente dalla pistola di Tabocchini, e l'influenza sull'opinione pubblica della lobby dei gioiellieri, categoria frequentemente vittima di rapine duranti gli anni di piombo, avrebbe favorito l'assoluzione del negoziante.
Morendo a soli 28 anni, Re Cecconi lasciava la moglie Cesarina, la figlia Francesca di pochi mesi e il figlio Stefano di due anni. Le sue spoglie furono tumulate nel cimitero della natia Nerviano.

## Omaggi
Poco dopo la morte, l'ingegnere Agostino D'Angelo, dirigente della Lazio e suo grande amico, inaugura la Fondazione Luciano Re Cecconi - Contro la violenza.
Il 30 dicembre 2002, il Comune di Roma, con delibera n. 805 della Giunta, gli dedicò un viale interno a Villa Lais, nel quartiere Tuscolano. Gli è stato inoltre intitolato il centro sportivo di Nerviano.  Il figlio Stefano ha scritto un libro sulla vita del padre dal titolo Lui era mio papà, con la collaborazione di Sandro Di Loreto.

## Nella cultura di massa
"Re Cecconi" è il titolo di una canzone dell'Orchestra Casadei, facente parte dell'album "Ciao mare" del 1973. Il romanzo "Ho visto un re" di Carlo D'Amicis, è ispirato alla vita sportiva e personale di Cecco. Nel 2009 il cantautore Toni Malco gli ha dedicato la canzone "Un riflesso biondo".

## Statistiche

### Presenze e reti nei club
| Stagione          | Squadra           | Campionato        | Campionato | Campionato | Coppe nazionali | Coppe nazionali | Coppe nazionali | Coppe continentali | Coppe continentali | Coppe continentali | Altre coppe | Altre coppe | Altre coppe | Totale | Totale |
| Stagione          | Squadra           | Comp              | Pres       | Reti       | Comp            | Pres            | Reti            | Comp               | Pres               | Reti               | Comp        | Pres        | Reti        | Pres   | Reti   |
| ----------------- | ----------------- | ----------------- | ---------- | ---------- | --------------- | --------------- | --------------- | ------------------ | ------------------ | ------------------ | ----------- | ----------- | ----------- | ------ | ------ |
| 1967-1968         | Pro Patria        | C                 | 3          | 0          | -               | -               | -               | -                  | -                  | -                  | -           | -           | -           | 3      | 0      |
| 1968-1969         | Pro Patria        | C                 | 33         | 0          | -               | -               | -               | -                  | -                  | -                  | -           | -           | -           | 33     | 0      |
| Totale Pro Patria | Totale Pro Patria | Totale Pro Patria | 36         | 0          |                 | -               | -               |                    | -                  | -                  |             | -           | -           | 36     | 0      |
| 1969-1970         | Foggia            | B                 | 14         | 0          | CI              | 1               | 0               | -                  | -                  | -                  | -           | -           | -           | 15     | 0      |
| 1970-1971         | Foggia            | A                 | 26         | 1          | CI              | 2               | 0               | -                  | -                  | -                  | -           | -           | -           | 28     | 1      |
| 1971-1972         | Foggia            | B                 | 34         | 1          | CI              | 4               | 0               | -                  | -                  | -                  | -           | -           | -           | 38     | 1      |
| Totale Foggia     | Totale Foggia     | Totale Foggia     | 74         | 2          |                 | 7               | 0               |                    | -                  | -                  |             | -           | -           | 81     | 2      |
| 1972-1973         | Lazio             | A                 | 29         | 1          | CI              | 4               | 0               | -                  | -                  | -                  | CAI         | 0           | 0           | 33     | 1      |
| 1973-1974         | Lazio             | A                 | 23         | 2          | CI              | 7               | 0               | CU                 | 4                  | 0                  | -           | -           | -           | 34     | 2      |
| 1974-1975         | Lazio             | A                 | 29         | 1          | CI              | 4               | 0               | -                  | -                  | -                  | -           | -           | -           | 33     | 1      |
| 1975-1976         | Lazio             | A                 | 25         | 1          | CI              | 8               | 2               | CU                 | 2                  | 0                  | -           | -           | -           | 35     | 3      |
| 1976-1977         | Lazio             | A                 | 3          | 1          | CI              | 1               | 1               | -                  | -                  | -                  | -           | -           | -           | 4      | 2      |
| Totale Lazio      | Totale Lazio      | Totale Lazio      | 109        | 6          |                 | 24              | 3               |                    | 6                  | 0                  |             | -           | -           | 139    | 9      |
| Totale carriera   | Totale carriera   | Totale carriera   | 219        | 8          |                 | 31              | 3               |                    | 6                  | 0                  |             | -           | -           | 256    | 11     |

### Cronologia presenze e reti in nazionale
| Cronologia completa delle presenze e delle reti in nazionale ― Italia | Cronologia completa delle presenze e delle reti in nazionale ― Italia | Cronologia completa delle presenze e delle reti in nazionale ― Italia | Cronologia completa delle presenze e delle reti in nazionale ― Italia | Cronologia completa delle presenze e delle reti in nazionale ― Italia | Cronologia completa delle presenze e delle reti in nazionale ― Italia | Cronologia completa delle presenze e delle reti in nazionale ― Italia | Cronologia completa delle presenze e delle reti in nazionale ― Italia |
| Data                                                                  | Città                                                                 | In casa                                                               | Risultato                                                             | Ospiti                                                                | Competizione                                                          | Reti                                                                  | Note                                                                  |
| --------------------------------------------------------------------- | --------------------------------------------------------------------- | --------------------------------------------------------------------- | --------------------------------------------------------------------- | --------------------------------------------------------------------- | --------------------------------------------------------------------- | --------------------------------------------------------------------- | --------------------------------------------------------------------- |
| 28-9-1974                                                             | Zagabria                                                              | Jugoslavia                                                            | 1 – 0                                                                 | Italia                                                                | Amichevole                                                            | -                                                                     |                                                                       |
| 29-12-1974                                                            | Genova                                                                | Italia                                                                | 0 – 0                                                                 | Bulgaria                                                              | Amichevole                                                            | -                                                                     | 46’                                                                   |
| Totale                                                                |                                                                       | Presenze                                                              | 2                                                                     |                                                                       | Reti                                                                  | 0                                                                     |                                                                       |

## Palmarès

### Club

#### Competizioni nazionali
- Campionato italiano: 1

Lazio: 1973-1974

#### Altre competizioni
- Campionato Under 23: 1

Lazio: 1973-1974